# Holbrooke Hotel

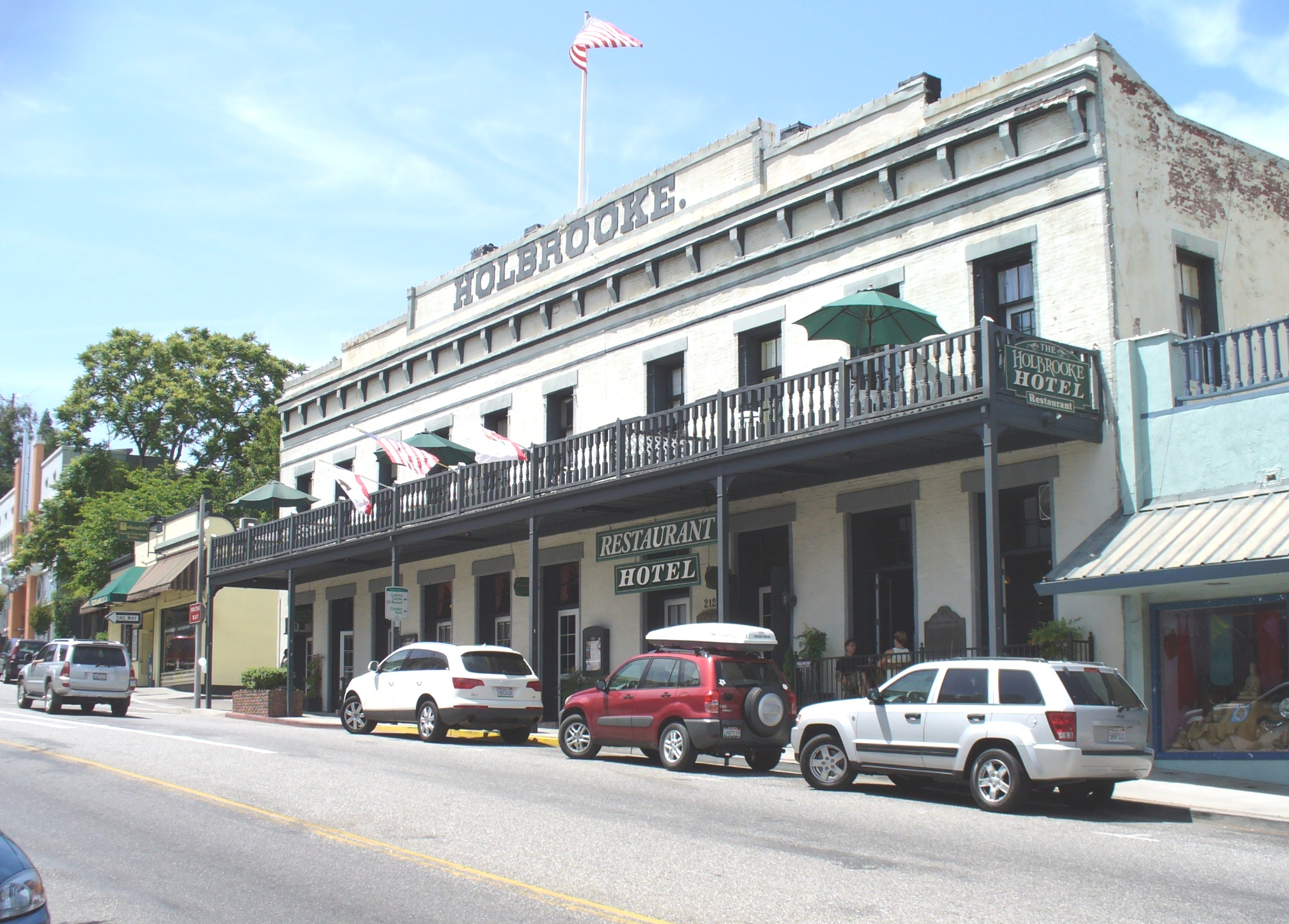
Het Holbrooke Hotel in Grass Valley.

Het Holbrooke Hotel is een klein historisch hotel in de Amerikaanse staat Californië dat sinds 1862 onafgebroken in gebruik is. 
Het hotel, in het centrum van het stadje Grass Valley, dateert uit de tijd van de Californische goldrush. Het begon in 1852 als een saloon, de Golden Gate Saloon, die het jaar daarna werd uitgebreid met een hotelletje, het Exchange Hotel. In 1855 brandde de saloon uit, maar ze werd al snel heropgebouwd, deze keer uit steen. Het Exchange Hotel brandde in 1862 af. Het werd heropgebouwd, in mid-19e-eeuwse bakstenen stijl, zoals die gebruikelijk was in de goudstreek, en deze keer met twee in plaats van een verdiepingen. In 1879 werd dit hotel het Holbrooke Hotel genoemd, naar de eigenaar, D.P. Holbrooke. Het hotel is nog steeds in handen van particulieren. Het telt 27 kamers. Er is een restaurant aan verbonden.
Over de jaren, en met name in de eerste decennia, hebben er veel notabelen overnacht, waaronder "Gentleman Jim" Corbett, Lotta Crabtree, Bob Fitzsimmons, Bret Harte, Jack London, Lola Montez, Emma Nevada, Mark Twain en vijf Amerikaanse presidenten, zijnde Grover Cleveland, James Garfield, Ulysses S. Grant, Benjamin Harrison en Herbert Hoover.
Het hotel is erkend als een California Historical Landmark.